# Batesville (Indiana)
Batesville és una població dels Estats Units a l'estat d'Indiana. Segons el cens del 2000 tenia 6.033 habitants.

## Demografia
Segons el cens del 2000, Batesville tenia 6.033 habitants, 2.240 habitatges, i 1.581 famílies. La densitat de població era de 400,2 habitants per km².
Dels 2.240 habitatges en un 37,7% hi vivien nens de menys de 18 anys, en un 60,5% hi vivien parelles casades, en un 8,2% dones solteres, i en un 29,4% no eren unitats familiars. En el 25,9% dels habitatges hi vivien persones soles l'11% de les quals corresponia a persones de 65 anys o més que vivien soles. El nombre mitjà de persones vivint en cada habitatge era de 2,62 i el nombre mitjà de persones que vivien en cada família era de 3,19.
Per edats la població es repartia de la següent manera: un 28,5% tenia menys de 18 anys, un 6,4% entre 18 i 24, un 30,4% entre 25 i 44, un 20,9% de 45 a 60 i un 13,8% 65 anys o més.
L'edat mediana era de 36 anys. Per cada 100 dones de 18 o més anys hi havia 88,5 homes.
La renda mediana per habitatge era de 50.115 $ i la renda mediana per família de 58.590 $. Els homes tenien una renda mediana de 38.862 $ mentre que les dones 29.127 $. La renda per capita de la població era de 21.892 $. Entorn del 2,4% de les famílies i el 3,5% de la població estaven per davall del llindar de pobresa.

## Poblacions més properes
El següent diagrama mostra les poblacions més properes.